# 1726 en philosophie
Chronologie de la philosophie
- 1722
- 1723
- 1724
- 1725
- 1726
- 1727
- 1728
- 1729
- 1730

L’année 1726 a été marquée, en philosophie, par les événements suivants :

## Publications
- John Toland : History of the Celtic Religion and Learning Containing an Account of the Druids

## Décès
- 19 janvier à Rome : Giovanni Battista Tolomei, né le 3 décembre 1653 à Gamberaia entre Pistoia et Florence, dans le Grand-duché de Toscane, était un prêtre jésuite italien, orientaliste, philosophe et théologien. il fut fait cardinal en 1712.

- 16 décembre à Verdun : Laurent Duhan, est un philosophe français, né à Chartres vers 1656.